# Jolanta Januchta
Jolanta Januchta-Strzelczyk (Bielsko-Biała, 16 gennaio 1955) è un'ex mezzofondista polacca.

## Palmarès

### Europei indoor
- 2 medaglie:
  - 1 oro (Sindelfingen 1980 negli 800 m piani)
  - 1 bronzo (Milano 1982 negli 800 m piani)

### Coppa del mondo
- 1 medaglia:
  - 1 bronzo (Roma 1981 negli 800 m piani)